# Stefán Zsófia
Stefán Zsófia Veronika (Veszprém, 1984. március 5.) magyar fagottművész.

## Élete, munkássága
Zenei tanulmányait a veszprémi Csermák Antal Zeneiskolában kezdte, utána a budapesti Bartók Béla Zeneművészeti Szakközépiskolába járt. Felsőfokú tanulmányait a budapesti Zeneakadémián Lakatos György, Keszler György és Fülemile Tibor növendékeként, illetve a bécsi Zeneművészeti Egyetemen Richard Galler tanítványaként végezte.
2005-től 2012-ig a Kaposvári Szimfonikus Zenekar tagja volt, 2008-tól 2012-ig a veszprémi Dohnányi Ernő Zeneművészeti Szakközépiskolában volt fagott tanár. Jelenleg a Concerto Budapest zenekarnál első fagottos és szólamvezető.

## Díjak, elismerések
- Országos Fagottverseny III. díj (1994)
- Veszprém megyei fafúvós verseny arany fokozat (maximális pontszámmal) (1996)
- Csermák díj (1996)
- Országos Fagottverseny I. díj (1997)
- Szűcs József verseny arany nívódíj (maximális pontszámmal) (1998)
- Országos Fagottverseny III. díj (2001)
- Nemzetközi Weidinger Imre Főiskolai Fagottverseny I. díj (2004)
- Nemzetközi Michal Spisak Fagottverseny, Lengyelország I. díj (2007)